# Puck van Heel
Gerardus Henricus van Heel (Rotterdam, 21 gennaio 1904 – Rotterdam, 19 dicembre 1984) è stato un calciatore olandese, di ruolo centrocampista.

## Carriera
Giocò per tutta la carriera nel Feyenoord, con cui vinse cinque campionati olandesi (1923-1924, 1927-1928, 1935-1936, 1937-1938, 1939-1940) e due Coppe dei Paesi Bassi (1929-1930, 1934-1935).
Con la nazionale olandese, di cui è stato primatista di presenze dal 1937 al 1979 (superando Harry Dénis prima e venendo scavalcato da Ruud Krol poi), ha preso parte a due campionati del mondo: Italia 1934 e Francia 1938.

## Palmarès

### Club

#### Competizioni nazionali
- Campionato olandese: 5

Feyenoord: 1923-1924, 1927-1928, 1935-1936, 1937-1938, 1939-1940
- Coppa dei Paesi Bassi: 2

Feyenoord: 1929-1930, 1934-1935